# Virgem da Lapa
Virgem da Lapa es un municipio brasileño del estado de Minas Gerais. Su población estimada en 2004 era de 13.542 habitantes.

## Carreteras
- MG-114
- BR-367

## Administración
- Prefecto: Averaldo Moreira Martins (2009/2012)
- Viceprefecto: Darly de Oliveira Silva
- Presidente de la cámara:Carlos Lacerda Jardín (2011/2012)